# Priorato di Saint-Martin-des-Champs
L'antico Priorato di Saint-Martin-des-Champs è sito in Parigi nel III arrondissement, ai numeri 270-292 di Rue Saint-Martin .
Esso è attualmente sede del Museo delle Arti e Mestieri e dal 1993 è classificato come Monumento storico di Francia.

## Storia
Una basilica funeraria merovingia fu eretta fra i secoli VI ed VIII e fu rimaneggiata in epoca carolingia, del che sono testimoni gli esisti degli scavi archeologici condotti tra il 1993 ed il 1994 in occasione della ristrutturazione del Museo delle Arti e Mestieri.
Nel 1060 re Enrico I fondò una collegiata e fece erigere un nuovo edificio religioso nel quale s'installò una comunità di 13 canonici. Essa venne poi dedicata dal figlio di Enrico, Filippo I. Quest'ultimo, nel 1079, ne conferì la proprietà all'Abbazia di Cluny, diretta allora da Sant'Ugo, che la trasformò in priorato nominando il suo primo priore, Orsone.
Sotto il priorato di Eudes (1129 – 1142) fu intrapresa la costruzione del coro, la cui pianta fu probabilmente presa a modello per la basilica di Saint-Denis.

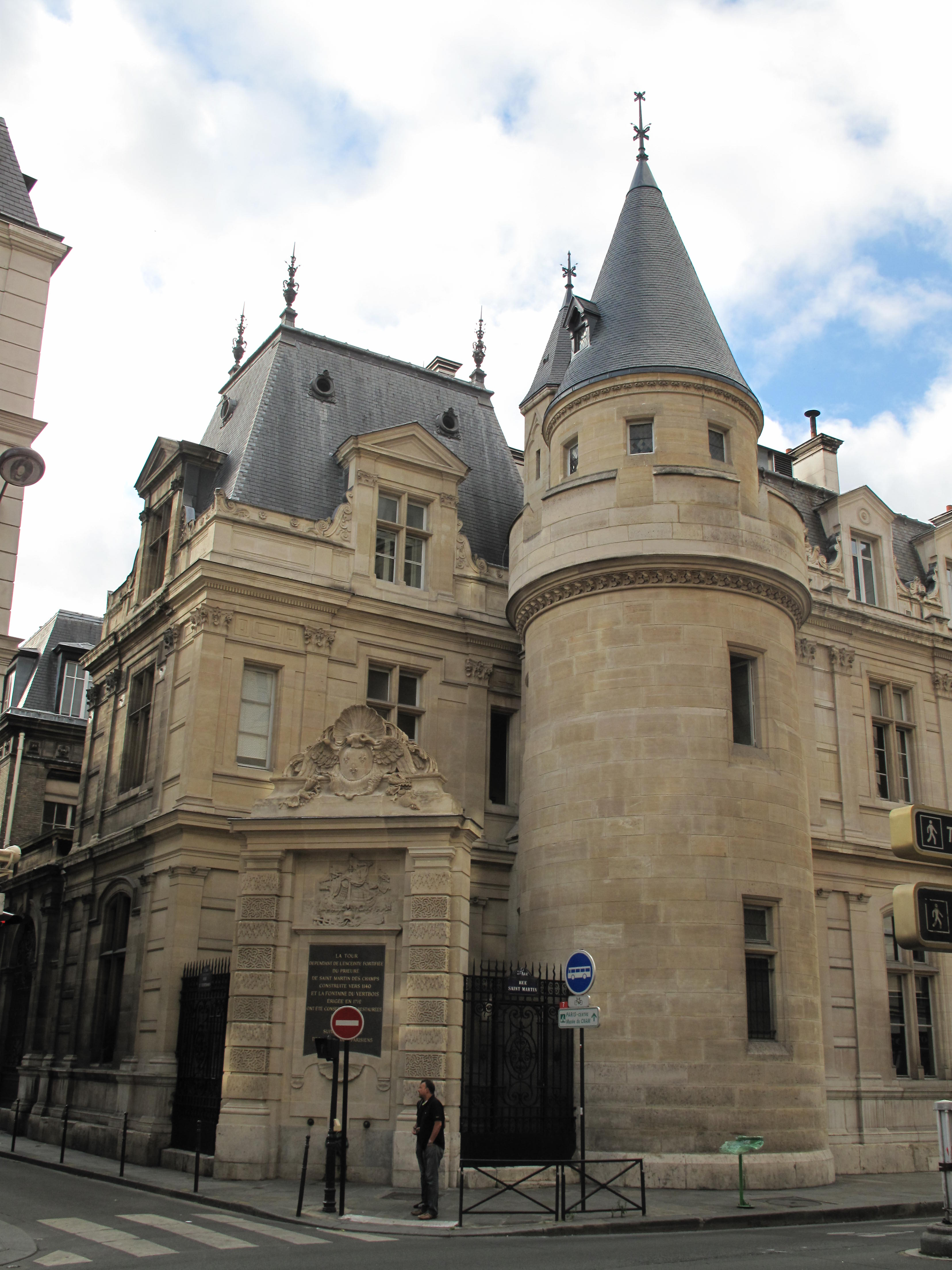
Torre e mura del priorato prospettanti su rue de Vertbois

Nel corso del XIII secolo fu eretta la recinzione del priorato (torri e mura prospettanti sulla Rue de Vertbois). Sotto i regni di Luigi VIII e di Luigi IX fu ricostruita la navata della chiesa ed edificati il chiostro e la cappella particolare degli Arrode a fianco della chiesa. Infine venne costruito il refettorio, oggi trasformato in biblioteca, spesso attribuito all'architetto Pierre de Montreuil.
Nel 1426 Filippo di Morvillieres, primo presidente del Parlamento di Parigi, fece redigere, con la moglie Jehanne du Drac, lettere per una fondazione funeraria presso il priorato, dotando la chiesa di mobili fastosi. Sotto il regno di Enrico III, venne eretto un portale monumentale, che dava accesso al cortile del monastero, prospiciente Rue Saint-Matin.
Nel 1626 l'architetto François Mansart dotò la chiesa di un altar maggiore monumentale. Nel 1720 venne terminata la costruzione di un chiostro dorico, opera dell'architetto Pierre Bullet, e nel 1742 fu costruito un n uovo dormitorio. Nel 1748 un monaco del priorato di nome Ippolito Le Faure (o Le Fort) vendette il segreto del fissaggio dell'oro sulla porcellana alla Manifattura di Vincennes. Nel 1765 la facciata venne ricostruita nello stile dei gesuiti.
La rivoluzione francese dichiarò il priorato Bene Nazionale, destinato cioè ad essere venduto dallo Stato per risolvere la sua crisi finanziaria.
Il 2 aprile 1799 vi fu installata la Conservatoria nazionale delle Arti e dei Mestieri, creata cinque anni prima dall'abate Grégoire con lo scopo di promuovere l'innovazione tecnologica. Il museo venne aperto nel 1802 e il refettorio iniziale, capolavoro di arte gotica è divenuto una biblioteca della Conservatoria.
A partire dal 1845 Léon Vaudoyer, al cui decesso successe nel 1872 Auguste Ancelet, intraprese la ristrutturazione ed estensione dell'edificio della Conservatoria, con la ristrutturazione della facciata della chiesa in stile neogotico ed un restaurazione, contestata, della cappella assoale del coro.
Dal 1994 al 2000, in occasione del bicentenario del Conservatorio, gli edifici esistenti del XVIII secolo e quelli del XIX che accoglievano il museo, che fu allora interamente ristrutturato e modernizzato, furono restaurati. La chiesa ritrovò la sua policromia del XIX secolo eccetto il deambulatorio, raschiato per riportare alla luce l'eccezionale insieme di capitelli istoriati e a decoro vegetale del XII secolo.

## Elenco dei priori

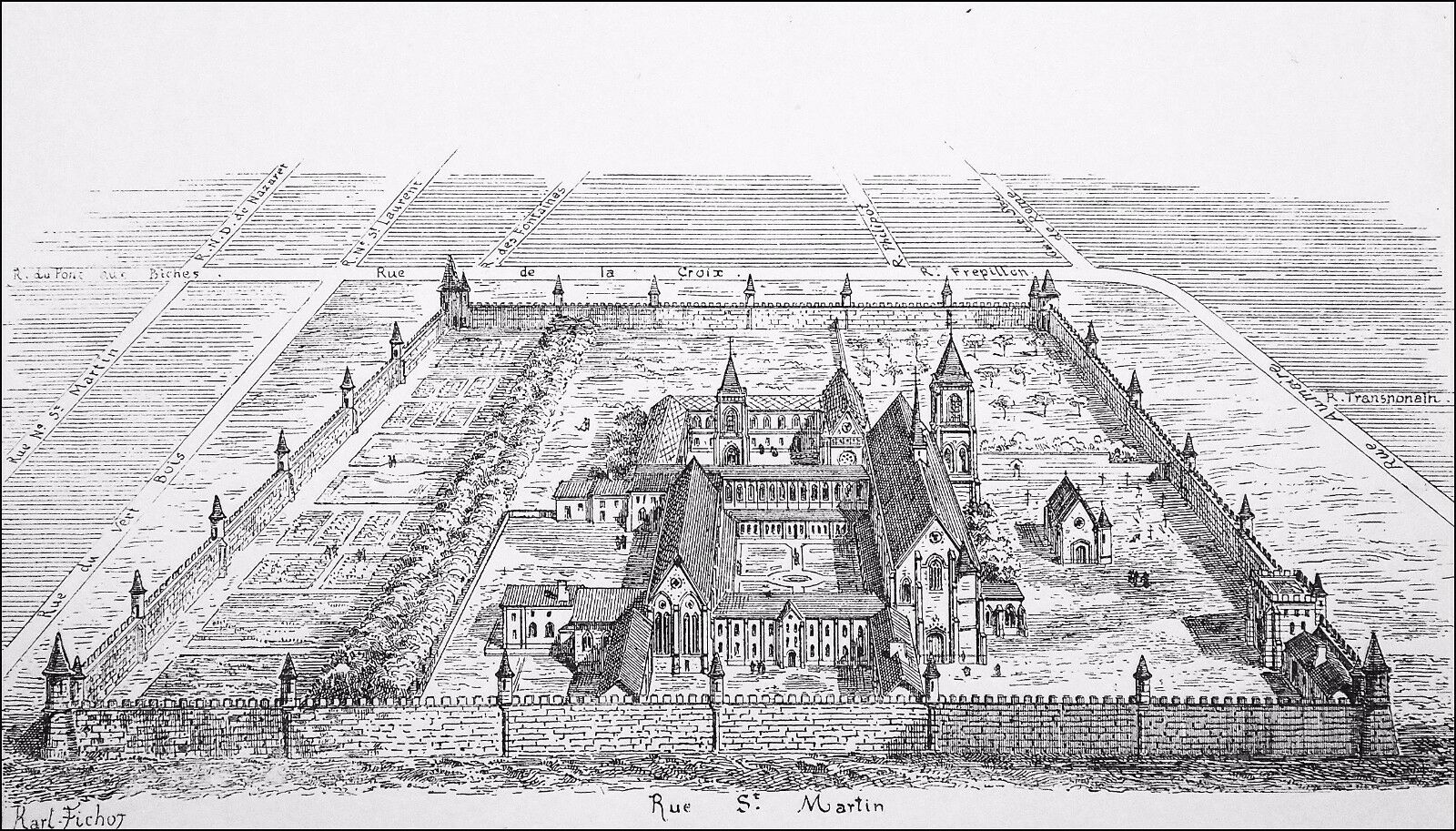
Il priorato.

Dal 1079, anno della nomina del primo priore da parte di Sant'Ugo, fino alla Rivoluzione francese, si sono succeduti:
- 1079-1106: Ourson
- 1106-1117: Thibaud I
- 1117-1127: cardinale Matthieu I d'Albano
- 1127-1129: Eudes I
- 1129-1142: Matthieu II
- 1142-1144: Thibaud II
- 1144-1150: Eudes II
- 1150-115? : Simon I de Merle
- 115?-1157: Barthélémy
- 1157-1161: Guillaume I
- 1161-1168: Thibaud III
- 1168-1176: Gautier de Châlons
- 1176-1200: Robert I
- 1200-1207: Guillaume II
- 1207-1209: Pierre I
- 1209-1214: Foulques I
- 1214-1220: Jean I
- 1220-1234: Baudouin
- 1234-1261: Evrard du Pas
- 1261-1262: Milon de Vergy
- 1262-1272: Hugues I de Vergy
- 1272-1276: Yves de Chassant
- 1276-1288: Pierre II
- 1288-1291: Robert II
- 1291-1298: Pierre III de Ruilée
- 1298-1300: Jacques I
- 1300-1309: Eudes III de Chapitelle de Troande
- 1309-1315: Hugues II
- 1315-1353: Bertrand de Pébrac
- 1353-1370: Jean II du Pin
- 1370-1373: Bernard I Lefèvre
- 1373-1376: Bernard II d'Aigrefeuille
- 1376-1384: Guillaume III de Bailly
- 1384-1388: anticardinale Pierre Aycelin de Montaigut
- 1388-1389: Jean VI de Bournazel
- 1389-1391: Pierre V
- 1391-1400: Foulques II de Blandes
- 1400-1417: Jean V L'Auvergnat
- 1417-1421: Guy I de Nourry
- 1421-1424: Guillaume IV de Boisvert
- 1424-1452: Jacques II Seguin
- 1452-1457: Jacques III Juvénal des Ursins de Trainel
- 1457-1471: Jean VI de Montalembert
- 1471-1483: cardinale Guillaume V d’Estouteville
- 1483-1493: Robert III d'Espinay de Saint-Luc
- 1493-1498: Jean IV d'Amboise de Chaumont
- 1498-1500: cardinale André d'Espinay de Saint-Luc
- 1500-1508: Philippe Bourgoin
- 1508-1536: Etienne Gentils
- 1536-1563: Germain Nicolas
- 1563-1575:Antoine Vialart
- 1575-1592: Jacques V Amelot de Chaillou
- 1592-1596: François Chappelier
- 1596-1615: Claude Dormy
- 1615-1622: Jacques VI Vignier des Riceys
- 1622-22/02/1633: cardinale Ludovico Ludovisi
- 22/02/1633-07/11/1633: cardinale Louis de Nogaret de La Valette d'Épernon
- 07/11/1633-1642: cardinale Armand-Jean du Plessis de Richelieu
- 1642-1652: Amador-Jean-Baptiste de Vignerot du Plessis de Richelieu
- 1652-09/01/1665: Emmanuel-Joseph de Vignerot du Plessis de Richelieu
- 09/01/1665-03/10/1665: Pierre V Godefroy de Beauvilliers de Saint-Aignan
- 03/10/1665-1721: Jules-Paul de Lionne de Fresnes
- 1721-1764: Charles de Bourbon-Orléans-Saint-Albin
- 1765-1781: Elisabeth-Théodore Le Tonnelier de Breteuil
- 1782-1790: Louis III Etienne de Saint-Fare